# Леїн Вольдемар Петрович
Вольдемар Петрович Леїн (7 липня 1920, станція Бугриш Казанської залізниці, тепер Удмуртія, Російська Федерація — 27 червня 1987, місто Москва) — радянський державний діяч, міністр харчової промисловості СРСР, секретар ЦК КП Латвії. Кандидат у члени ЦК КПРС у 1971—1976 роках. Член ЦК КПРС у 1976—1986 роках. Депутат Верховної Ради СРСР 6—11-го скликань.

## Життєпис
Народився в родині залізничного майстра. З 1930 року разом із родиною проживав у місті Сталіно (Донецьку).
У 1938—1942 роках — студент електротехнічного факультету Донецького індустріального інституту.
У 1942—1943 роках — у Червоній армії, учасник німецько-радянської війни. Демобілізований за станом здоров'я.
У 1943—1945 роках — студент Московського технологічного інституту легкої промисловості.
У 1945—1948 роках — начальник виробничо-технічного відділу, головний механік Ризької кондитерської фабрики «Лайма».
Член ВКП(б) з 1946 року.
У 1948—1949 роках — секретар комітету КП(б) Латвії Ризької кондитерської фабрики «Лайма».
У 1949—1950 роках — інструктор, заступник завідувача відділу Ризького міського комітету КП(б) Латвії.
У 1950—1952 роках — голова виконавчого комітету Красноармійської районної ради депутатів трудящих міста Риги.
У 1952—1956 роках — голова виконавчого комітету Лієпайської міської ради депутатів трудящих Латвійської РСР.
У 1956—1958 роках — слухач Вищої партійної школи при ЦК КПРС.
У 1958—1960 роках — начальник Управління промисловості продовольчих товарів Ради народного господарства (раднаргоспу) Латвійського економічного адміністративного району
У 1960—1961 роках — 2-й секретар Ризького міського комітету КП Латвії.
30 березня 1961 — 19 січня 1970 року — секретар ЦК КП Латвії з питань промисловості.
Одночасно 7 грудня 1962 — 1 грудня 1964 року — голова Бюро ЦК КП Латвії із керівництва промисловістю і будівництвом.
15 січня 1970 — 22 листопада 1985 року — міністр харчової промисловості СРСР.
З листопада 1985 року — персональний пенсіонер союзного значення в Москві.
Помер 27 червня 1987 року. Похований в Москві на Троєкуровському цвинтарі.

## Нагороди і звання
- два ордени Леніна
- орден Вітчизняної війни І ст.
- три ордени Трудового Червоного Прапора
- орден Слави ІІІ ст.
- медаль «За перемогу над Німеччиною у Великій Вітчизняній війні 1941—1945 рр.»
- медалі